# Mateus Anderson
Mateus Anderson Veloso Sousa (Simões, 6 marzo 1994) è un calciatore brasiliano, centrocampista del Capital.

## Caratteristiche tecniche
È un centrocampista offensivo.

## Carriera
Cresciuto nel settore giovanile del Vila Nova, ha esordito in prima squadra il 31 marzo 2013 in occasione del match del Campionato Goiano pareggiato 2-2 contro l'Anápolis.